# 野本喜石
野本 喜石（のもと きせき、本名：昌広、1964年8月21日 - ）は、日本の石彫家。 Stone Studio NOMOTO 代表。

## 来歴
愛知県岡崎市で石屋の長男として生まれる。岡崎女子短期大学付属嫩幼稚園、岡崎市立梅園小学校、岡崎市立甲山中学校を経て、岡崎城西高等学校卒業。岡崎技術工学院石材科修了。
1983年（昭和58年）父親が経営する石材店を継ぐための修業に出る。石匠・戸松甚五郎に入門、石工の技術を基礎から学び5年間修了。その後、風土彫刻家 鈴木政夫のスタジオで助手をしながら4年間学び彫刻家の道へ進んだ。これまでに庭園空間に調和した裸婦像、創作燈籠やつくばい、また梟などの動物をモチーフにした作品やモニュメントを制作。髙島屋個展を中心に全国の百貨店画廊で発表してきた。また坂村眞民の詩碑も数多く制作、キリマンジャロ山頂、マリアナ海溝、ニューヨークなど国内外に設置された。それが縁で2001年（平成13年）NYの禅僧 嶋野榮道老師から号｢喜石｣を授かった。2004年（平成16年）いしぼり作品写真集を出版、2006年（平成18年）には瀬戸赤津焼の里にスタジオを移し、2009年（平成21年）初の抽象作品「それぞれの道 - サグラダファミリア」をモダンアート展で発表、高い評価を受けた。アートグループ SONG LINE -Thinking Space Design- を結成。現在愛知県瀬戸市在住。
具象彫刻代表作に「智恵の泉｣、｢ねぇかあさん｣、｢ふくふくろ｣が、抽象彫刻代表作に「それぞれの道-サグラダファミリア｣、｢浮遊する時空｣、｢神秘なる時空｣がある。

## 受賞入選歴
第59回モダンアート展新人賞、損保ジャパン美術財団奨励賞。第11回 KAJIMA彫刻コンクール模型入選。
第83回国展入選。第58回創型展入選。第62回瀬戸市美術展市長賞。

## グループ活動
2009年（平成21年）4月愛知県名古屋市で、ジャンルを超えた3人が、SONG LINE -Thinking Space Design- を立ち上げる。メンバーは野本のほか、建築家の辻 唯寿、プロデュースはサノトシハル。各地で開催される彫刻コンクールやトリエンナーレなどに出品。メールマガジンも配信している。